# Arteria gastroomentalis dextra

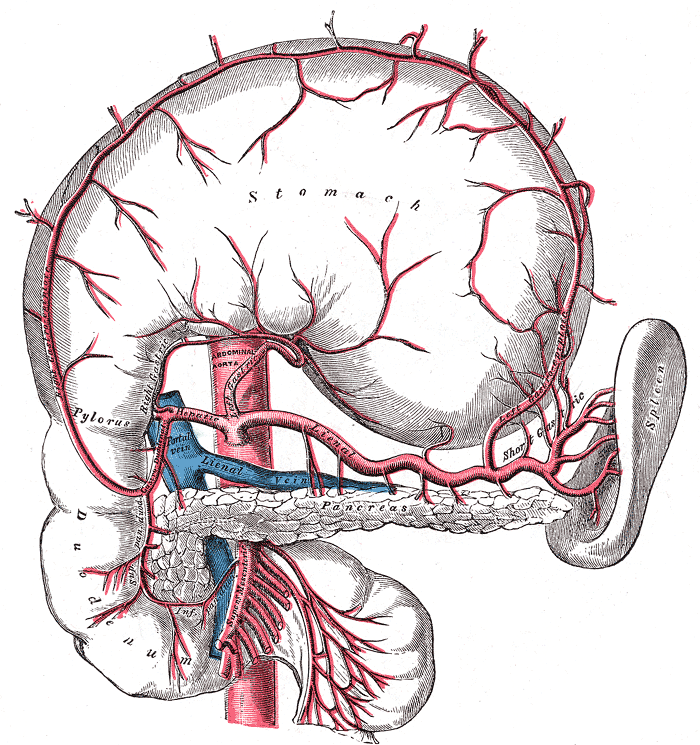
Aufzweigung des Truncus coeliacus

Die Arteria gastroomentalis dextra („rechte Magen-Netz-Arterie“), Syn. Arteria gastroepiploica dextra, ist eine Schlagader der Bauchhöhle.
Die Arteria gastroomentalis dextra ist einer der beiden Hauptäste der Magen-Zwölffingerdarm-Arterie (Arteria gastroduodenalis). Sie zieht am Magenpförtner (Pylorus) an den Magen und verläuft dann entlang der großen Kurvatur des Magens im großen Netz. Sie anastomosiert mit der gleichnamigen linken Arterie (Arteria gastroomentalis sinistra). Die Arteria gastroomentalis dextra versorgt die Wand des Pylorus und des Magens im Bereich der großen Kurvatur und das große Netz.